# T-1級潜水艦
T-1級潜水艦 (T-1 class submarine) は、アメリカ海軍の潜水艦の艦級。1番艦の艦名からマッケレル級とも呼ばれる。マッケレル (USS Mackerel, SST-1) とマーリン (USS Marlin, SST-2) の2隻が建造された。
本級は当初は補助潜水艦 (AGSS) として計画されたが、後に訓練潜水艦として艦種変更された。全長40mほど、排水量は300トンほどの小型の艦であり、訓練艦として各種機材の評価任務に当たった。
両艦共に1973年1月31日に退役した。マッケレルは標的艦として海没処分されたが、マーリンは記念艦として公開されている。

## 同型艦
- マッケレル (USS Mackerel, SST-1)
- マーリン (USS Marlin, SST-2)